# Довер-Бічес-Норт (Нью-Джерсі)
Довер-Бічес-Норт (англ. Dover Beaches North) — переписна місцевість (CDP) в США, в окрузі Оушен штату Нью-Джерсі. Населення — 1277 осіб (2020).

## Географія
Довер-Бічес-Норт розташований за координатами 39°59′31″ пн. ш. 74°4′18″ зх. д. / 39.99194° пн. ш. 74.07167° зх. д. (39.991931, -74.071680).  За даними Бюро перепису населення США в 2010 році переписна місцевість мала площу 4,11 км², з яких 2,39 км² — суходіл та 1,72 км² — водойми.

### Клімат
| Клімат : Довер-Бічес-Норт | Клімат : Довер-Бічес-Норт | Клімат : Довер-Бічес-Норт | Клімат : Довер-Бічес-Норт | Клімат : Довер-Бічес-Норт | Клімат : Довер-Бічес-Норт | Клімат : Довер-Бічес-Норт | Клімат : Довер-Бічес-Норт | Клімат : Довер-Бічес-Норт | Клімат : Довер-Бічес-Норт | Клімат : Довер-Бічес-Норт | Клімат : Довер-Бічес-Норт | Клімат : Довер-Бічес-Норт | Клімат : Довер-Бічес-Норт |
| Показник                  | Січ.                      | Лют.                      | Бер.                      | Квіт.                     | Трав.                     | Черв.                     | Лип.                      | Серп.                     | Вер.                      | Жовт.                     | Лист.                     | Груд.                     | Рік                       |
| Середній максимум, °C     | 4,6                       | 6,0                       | 9,7                       | 15,2                      | 20,6                      | 25,7                      | 28,6                      | 27,9                      | 24,6                      | 18,6                      | 12,9                      | 7,3                       | 16,8                      |
| Середня температура, °C   | 0,4                       | 1,6                       | 5,1                       | 10,3                      | 15,7                      | 20,9                      | 23,9                      | 23,3                      | 19,7                      | 13,5                      | 8,3                       | 3,0                       | 12,2                      |
| Середній мінімум, °C      | −3,8                      | −2,9                      | 0,4                       | 5,3                       | 10,8                      | 16,2                      | 19,3                      | 18,8                      | 14,8                      | 8,4                       | 3,8                       | −1,3                      | 7,5                       |
| Норма опадів, мм          | 93                        | 78                        | 107                       | 100                       | 90                        | 93                        | 116                       | 114                       | 89                        | 95                        | 98                        | 100                       | 1173                      |
| Вологість повітря, %      | 65.2                      | 62.5                      | 60.8                      | 62.1                      | 65.8                      | 70.1                      | 69.6                      | 71.2                      | 71.1                      | 69.6                      | 68.3                      | 66.3                      | 66.9                      |
| ------------------------- | ------------------------- | ------------------------- | ------------------------- | ------------------------- | ------------------------- | ------------------------- | ------------------------- | ------------------------- | ------------------------- | ------------------------- | ------------------------- | ------------------------- | ------------------------- |
| Джерело: PRISM            |                           |                           |                           |                           |                           |                           |                           |                           |                           |                           |                           |                           |                           |

## Демографія
Згідно з переписом 2010 року, у переписній місцевості мешкало 1239 осіб у 702 домогосподарствах у складі 364 родин. Густота населення становила 301 особа/км².  Було 4071 помешкання (990/км²).
Расовий склад населення:
| - 98,7 % — білих - 0,4 % — корінних американців - 0,3 % — азіатів - 0,2 % — чорних або афроамериканців |

До двох чи більше рас належало 0,2 %. Частка іспаномовних становила 1,9 % від усіх жителів.
За віковим діапазоном населення розподілялося таким чином: 6,1 % — особи молодші 18 років, 50,5 % — особи у віці 18—64 років, 43,4 % — особи у віці 65 років та старші. Медіана віку мешканця становила 62,6 року. На 100 осіб жіночої статі у переписній місцевості припадало 88,9 чоловіків;  на 100 жінок у віці від 18 років та старших — 89,6 чоловіків також старших 18 років.
Середній дохід на одне домашнє господарство  становив 88 245 доларів США (медіана — 67 708), а середній дохід на одну сім'ю — 116 380 доларів (медіана — 100 536). За межею бідності перебувало 12,4 % осіб, у тому числі 0,0 % дітей у віці до 18 років та 10,3 % осіб у віці 65 років та старших.
Цивільне працевлаштоване населення становило 394 особи. Основні галузі зайнятості: освіта, охорона здоров'я та соціальна допомога — 28,2 %, науковці, спеціалісти, менеджери — 14,5 %, будівництво — 10,4 %, фінанси, страхування та нерухомість — 10,2 %.